# Amblyeleotris ellipse
Amblyeleotris ellipse és una espècie de peix de la família dels gòbids i de l'ordre dels perciformes.

## Morfologia
Els mascles poden assolir els 4,4 cm de longitud total.

## Distribució geogràfica
Es troba a la Samoa Nord-americana.